# Mariusz Trzciński
Mariusz Trzciński (ur. 28 kwietnia 1954 w Ostródzie) – Polski wioślarz, olimpijczyk z Moskwy 1980. Wychowanek Sokoła Ostróda, następnie zawodnik AZS Szczecin.
W roku 1975 był członkiem osady ósemek (partnerami byli:Bogdan Łopata, Władysław Beszterda, Jan Skowroński, Henryk Trzciński, Jerzy Ulczyński, Sławomir Maciejowski, Adam Tomasiak, Zenon Muszyński (sternik)), która w mistrzostwach świata zajęła 9. miejsce.
Uczestnik mistrzostw świata w 1979 roku, podczas których wystartował w czwórce ze sternikiem (partnerami byli:Ryszard Stadniuk, Grzegorz Stellak, Henryk Trzciński, Ireneusz Omięcki (sternik)). Polska osada zajęła 10. miejsce.
Na igrzyskach w 1980 roku wystartował w czwórce bez sternika (partnerami byli: Mirosław Jarzembowski, Henryk Trzciński, Marek Niedziałkowski). Polska osada zajęła 8. miejsce.
Brat bliźniak olimpijczyka Henryka Trzcińskiego.